# Maison au 8, rue des Augustins à Colmar
La maison au 8, rue des Augustins est un monument historique situé à Colmar, dans le département français du Haut-Rhin.

## Localisation
Ce bâtiment est situé au 8, rue des Augustins, angle avec la rue Schongauer à Colmar.

## Historique
L'édifice, ancienne cour des seigneurs de Ribeaupierre, date de 1626 environ.
Les façades sur rues et toitures font l'objet d'une inscription au titre des monuments historiques depuis le 18 juin 1929.